# Гриффит, Йоан
Йоа́н Гри́ффит (валл. Ioan Gruffudd [ˈjo.an ˈɡrɪfɪð]; род. 6 октября 1973, Абердэр) — валлийский актёр. Наибольшую известность получил как исполнитель роли морского офицера Хорнблоуэра в одноимённом многосерийном телефильме. Также сыграл в фильмах: «Фантастическая четвёрка», «Уайльд», «Тайна Мунакра», «Фантастическая четвёрка: Вторжение Серебряного сёрфера», «Титаник», «Удивительная лёгкость», «Король Артур», «Светлячки в саду», «Санктум».

## Биография
Йоан Гриффит родился в 1973 году, в Абердэре, но позже его семья переехала в Кардифф. Родители Йоана — Петр и Джиллиан Гриффиты были учителями в средних классах, а отец ещё был директором в школе в Южном Уэльсе. У Йоана также есть младший брат Алан и сестра Шуан.

### Карьера
Йоан дебютировал в кино в 13 лет, сыграв в английской мыльной опере «People of the Valley». Окончив школу, поступил в Королевскую академию драматического искусства и окончил её в 1995 году. В 1997 году сыграл Джона Грея в драматическом фильме «Уайльд». После окончания съёмок Йоана пригласили сниматься в фильме «Титаник», где он сыграл Гарольда Лоу - пятого помощника на корабле.
Начиная с 1998 года играл морского офицера Горацио Хорнблоуэра в серии телевизионных фильмов по романам С. С. Форестера. Эта роль остаётся наиболее знаковой в карьере Гриффита. В 1999 году он сыграл главную роль в фильме «Соломон и Гейнор».
После этих фильмов он получил большую известность, поэтому его начали приглашать в разные проекты: в 2005 и в 2007 годах он играл супергероя и участника команды Фантастическая четвёрка — Мистера Фантастика в фильмах «Фантастическая четвёрка» и «Фантастическая четвёрка: Вторжение Серебряного сёрфера».
В 2008 году сыграл роль британского премьера Тони Блэра в фильме «Буш» и Эддисона в фильме «Светлячки в саду». В 2009 году сыграл сэра Бенджамина в фильме «Тайна Мунакра». В 2011—12 годах, он исполнял роль Эндрю Мартина в телесериале канала CW «Двойник».
В 2014 году Гриффит получил ведущую роль в сериале ABC «Вечность» о медэксперте из Нью-Йорка, который пытается раскрыть секрет своего бессмертия. В 2015 году актера можно было увидеть в фильме-катастрофе «Разлом Сан-Андреас» в компании Дуэйна Джонсона, Карлы Гуджино и Александры Даддарио.
В мае 2018 года состоялась премьера детективного сериала «Доктор Хэрроу» с Гриффитом в главной роли. Недавно сериал был продлён на третий сезон. А в 2019-м актер сыграл филолога и лексикографа Генри Брэдли в драматическом фильме «Игры разумов», главные роли в котором исполнили Мел Гибсон, Натали Дормер и Шон Пенн.
В 2020 году планируется выход боевика «Агент Ева» при участии Йоана Гриффита. В фильме также снялись Джессика Честейн, Колин Фаррелл и Джон Малкович.

### Личная жизнь
В 2007 году Йоан Гриффит женился на актрисе Элис Эванс. 6 сентября 2009 года у них родилась дочь, которой дали имя Элла Бетси Джанет Гриффит (англ. Ella Betsi Janet Gruffudd). 13 сентября 2013 года у супругов родилась вторая дочь Элси Мариголд Эванс-Гриффит. В январе 2021 Эванс объявила о расставании. 1 марта 2021 года Гриффит подал на развод. 27 октября 2021 года, после объявления Гриффита о новых отношениях, Эванс обвинила его в многолетних изменах.

## Фильмография
| Год       |    | Русское название                                       | Оригинальное название                      | Роль                                    |
| --------- | -- | ------------------------------------------------------ | ------------------------------------------ | --------------------------------------- |
| 1997      | ф  | Титаник                                                | Titanic                                    | Гарольд Лоу                             |
| 1997      | ф  | Уайльд                                                 | Wilde                                      | Джон Грей                               |
| 1998      | тф | Хорнблауэр: Равные Шансы                               | Hornblower: The Even Chance                | мичман Хорнблауэр                       |
| 1998      | тф | Хорнблауэр: Экзамен На Лейтенанта                      | Hornblower: The Examination For Lieutenant | мичман Хорнблауер                       |
| 1999      | тф | Хорнблауэр: Герцогиня и Дьявол                         | Hornblower: The Duchess & The Devil        | лейтенант Хорнблауер                    |
| 1999      | тф | Хорнблауэр: Лягушатники и Лобстеры                     | Hornblower: The Frogs & The Lobsters       | лейтенант Хорнблауер                    |
| 1999      | тф | Большие надежды                                        | Great Expectations                         | Пип                                     |
| 1999      | ф  | Соломон и Гейнор                                       | Solomon and Gaenor                         | Соломон Левински                        |
| 2000      | ф  | 102 далматинца                                         | 102 Dalmatians                             | Кевин Шеперд                            |
| 2001      | тф | Лейтенант Хорнблауэр: Бунт                             | Hornblower: Mutiny                         | лейтенант Хорнблауер                    |
| 2001      | тф | Хорнблауэр: Возмездие                                  | Hornblower: Retribution                    | лейтенант Хорнблауер                    |
| 2001      | ф  | Рок возмездия                                          | Happy Now                                  | Макс Брэчи                              |
| 2001      | ф  | Настоящая Анна-Мари                                    | Very Annie Mary                            | Гоб                                     |
| 2001      | ф  | Чёрный ястреб                                          | Black Hawk Down                            | лейтенант Джон Биллс                    |
| 2002      | ф  | Город проклятых                                        | The Gathering                              | Дэн Блэкли                              |
| 2002      | с  | Сага о Форсайтах                                       | The Forsyte Saga                           | Филип Босини                            |
| 2002      | ф  | Стрелки                                                | Shooters                                   | Фредди Ганс                             |
| 2003      | тф | Хорнблауэр: Преданность                                | Hornblower: Loyality                       | капитан Хорнблауер                      |
| 2003      | тф | Хорнблауэр: Долг                                       | Hornblower: Duty                           | капитан Хорнблауер                      |
| 2003      | ф  | История одной девушки                                  | This Girl's Life                           | Дэниел                                  |
| 2004      | ф  | Король Артур                                           | King Arthur                                | Ланселот                                |
| 2005      | ф  | Фантастическая четвёрка                                | Fantastic Four                             | Рид Ричардс / Мистер Фантастик          |
| 2005      | ф  | Маленькие существа                                     | Little Things                              | Саймон                                  |
| 2006      | ф  | Удивительная лёгкость                                  | Amazing Grace                              | Уильям Уилберфорс                       |
| 2005      | ф  | Телевизор                                              | The TV Set                                 | Ричард МакКаллистер                     |
| 2007      | ф  | Фантастическая четвёрка: Вторжение Серебряного сёрфера | Fantastic Four: Rise of the Silver Surfer  | Рид Ричардс / Мистер Фантастик          |
| 2008      | ф  | Светлячки в саду                                       | Fireflies in the Garden                    | Эддисон                                 |
| 2008      | мф | Агент Краш                                             | Agent Crush                                | Агент Краш (озвучивание)                |
| 2008      | ф  | Буш                                                    | W.                                         | Тони Блэр                               |
| 2009      | ф  | Тайна Мунакра                                          | The Secret of Moonacre                     | Сэр Бенджамин                           |
| 2011      | ф  | Санктум                                                | Sanctum                                    | Карл Херли                              |
| 2011      | ф  | Несносные боссы                                        | Horrible Bosses                            | Мокрушник                               |
| 2011      | с  | Двойник                                                | Ringer                                     | Эндрю Мартин                            |
| 2011      | ф  | Мой маленький ангел                                    | Foster                                     | Алек                                    |
| 2012      | ф  | Мэрайа Мунди и шкатулка Мидаса                         | The Adventurer: The Curse of the Midas Box | Чарльз Мунди                            |
| 2013      | с  | Тяжёлый понедельник                                    | Monday Mornings                            | Доктор Стюарт Делейни (сезон 1 серия 8) |
| 2013      | с  | Касл                                                   | Castle                                     | Эрик Вон (сезон 5 серия 21)             |
| 2014      | ф  | Сердце вдребезги                                       | A Many Splintered Thing                    |                                         |
| 2014—2015 | с  | Вечность                                               | Forever                                    | доктор Генри Морган                     |
| 2015      | ф  | Разлом Сан-Андреас                                     | San Andreas                                | Дэниел Риддик                           |
| 2017      | ф  | Продолжай смотреть                                     | Keep Watching                              | Carl Mitchell                           |
| 2017—2020 | с  | Лжец                                                   | Liar                                       | Эндрю Эрлам                             |
| 2018—2021 | с  | Доктор Хэрроу                                          | Harrow                                     | доктор Дэниел Хэрроу                    |
| 2019      | ф  | Игры разумов                                           | The Professor and the Madman               | Хенри Брэдли                            |
| 2020      | ф  | Агент Ева                                              | Ava                                        | Питер                                   |